# 林恭
林恭（？—1853年），台灣鳳山人，台灣清治時期民變起事領袖。台灣小刀會南部首領。

## 生平
1853年，太平軍攻佔福建泉漳，清朝漸漸失去閩南地區的控制權。台灣人也先後呼應，發生遊民與地方鄉勇的小型抗官事件，如李石與林恭事件。
1853年4月，李石以聲援太平天國的「興漢滅滿」為由，聚眾攻擊灣裡街（今臺南市善化區），並殺死台灣縣知縣高鴻飛。
從軍於鳳山縣署的壯勇林恭，聽聞此事變後，因與知縣王廷幹不合，於是在4月28日，北路的張古，羅阿沙及棕等準備發起武裝革命，林恭連同不滿王廷幹的鳳山縣民，在義首林萬掌的協助下，順利攻入鳳山縣城之內攻下鳳山城，並殺死知縣王廷幹。
佔領鳳山城之後，林恭被擁立為縣令。後於5月2日攻擊台南城，不過遭到清官軍抵抗。6月2日，清軍與林恭於二層行溪（今臺南市仁德區）與新園交戰，林恭敗退鳳山。5月7日清軍連同內應攻佔鳳山城，不過林恭卻轉進距鳳山不遠的東港，打算長期佔據。因清軍無能力攻破東港，佔據東港的林恭一直到該年7月27日才被叛變的陣中將領「綁縛交官」。之後不久，林恭連同之前佔領灣裡街的李石，一同被官府所斬。

## 外部連結
- 台灣海外網 （页面存档备份，存于）